# Estadio Florentino Oropeza
El Estadio Florentino Oropeza está ubicado en la ciudad venezolana de San Felipe, Yaracuy. El estadio debe su nombre al legendario maratonista catorce veces campeón nacional Florentino Oropeza y es donde el equipo de fútbol regional Yaracuyanos FC y Yaracuy FC realiza sus partidos como local. Tiene una capacidad para 11 000 personas. 
Estas distribuidas en dos secciones de tribunas:
La principal, techada con estructura de concreto armado con capacidad para 5000 espectadores. 
La popular, que es de estructura de aluminio y sin techo, para 6000 personas.
El campo posee un sistema de iluminación de tres niveles, el de televisión, el de juego y el de práctica, además de un sistema de transmisión interno en todas las gradas y uno de comunicaciones. El público puede visualizar los resultados de los partidos y competencias en una gran pizarra electrónica de 11.40 x 2.40 m, la cual está colocada sobre una torre de estructura metálica.